# Alexsandro de Souza

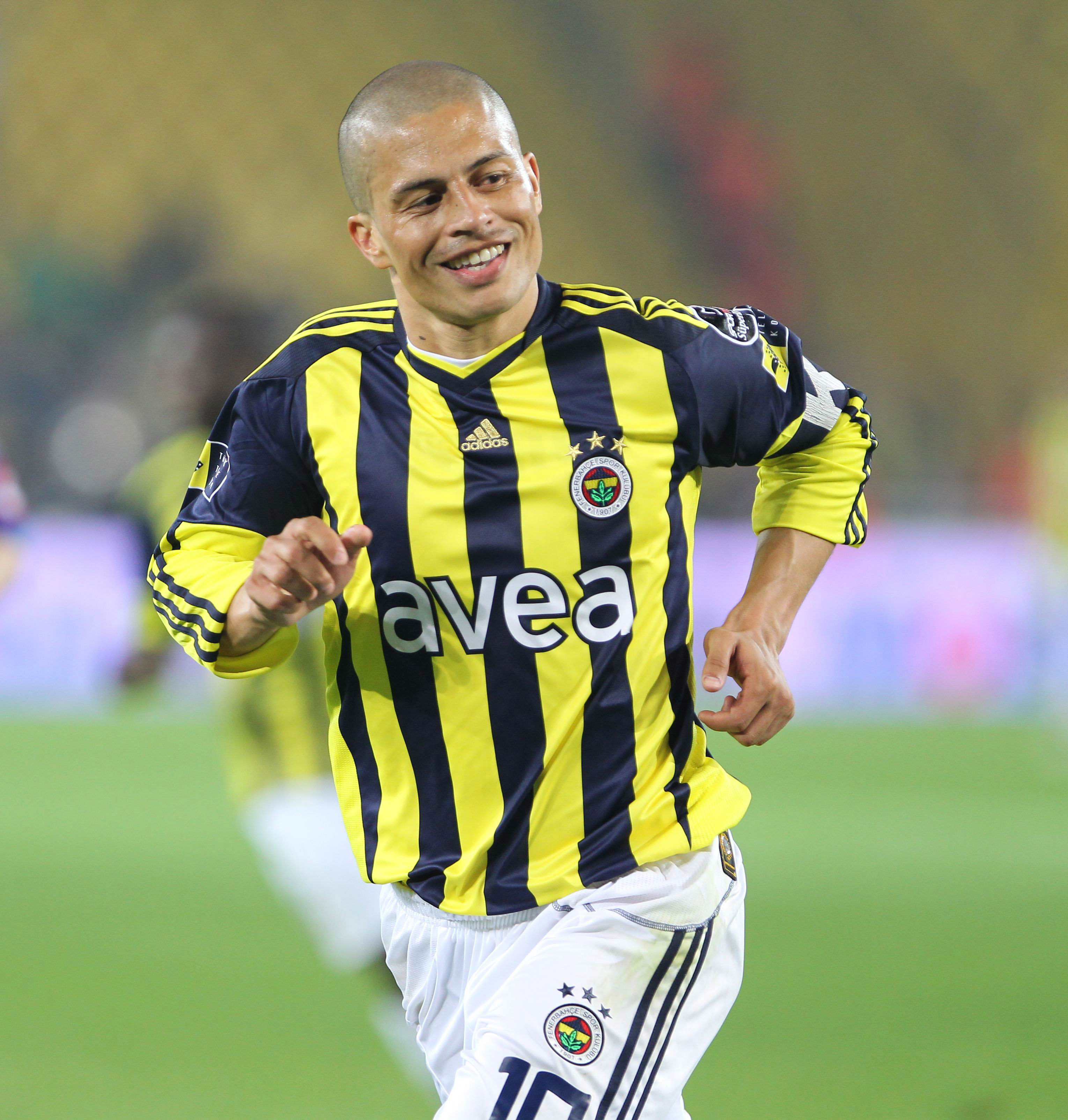
Alexsandro de Souza

Alexsandro de Souza, mer känd som bara Alex, född 4 september 1977 i Curitiba, är en brasiliansk före detta fotbollsspelare (mittfältare). 
Han avslutade sin karriär i det brasilianska laget Coritiba. Alex spelade i Fenerbahçe SK under större delen av hans karriär. Han har även spelat i det brasilianska fotbollslandslaget.